# Мозгалица
Мозгалица, која се још назива и бура мозгова или брејнсторминг (енгл. brainstorming), представља технику у наставном процесу при којој се слободно продукују речи и идеје.

## Техника рада
Потребно је створити атмосферу потпуно слободног и нецензурисаног асоцирања речи и изношења идеја, без обзира да ли су оне смислене или не, односно колико год да су друштвено прихватљиве. Постепено, искристалисаће се управо оне речи и идеје које су циљне за задати појам или проблематику.

## Примена
- У настави, овај облик рада се може користити као увод у неке више структуриране активности, а са циљем да се отпочне наставни процес или провери предзнање оних који уче.
- Ова техника се може користити и при решавању неких проблема у виду предлога, односно нових, занимљивих, оригиналних идеја. И у том случају ова техника представља почетну фазу, након које следи логичка анализа и селекција изнетих решења.
- Мозгалица се може примењивати и ван наставе у разним људским активностима.

## Активна настава
Мозгалице су увршћене у једну од техника рада на часу која се препоручује као пример добре праксе у оквиру активне наставе коју је као појам у школску праксу увео професор Иван Ивић са својим сарадницима. 